# Свети мученици четрдесет девојака подвижница и Амун ђакон
Свети мученици четрдесет девојака подвижница и Амун ђакон су хришћански светитељи и мученици пострадали током прогона хришћана у Адријанопољу (Тракија).
Живели су у време када је цар Ликиније владао источним делом Римског царства. Градоначелник Андрианопоља Вавд око 305. године их је ухапсио, јер су били хришћани, и затражио од њих да се одрекну хришћанства и прихвате идолопоклонство. 
Свете девојке су одбиле да се одрекну Исуса Христа, већ су се помолиле призивајући његово име, и идолски жрец је подигнут у ваздух, затим је пао у мукама издахнуо. После тога мучитељ је наредио да светог Амуна обесе и стружу по ребрима; затим му је стављен усијан гвоздени шлем на главу, но свети мученик је све то поднео неозлеђен. Након тога свети Амун, заједно са светим девојкама у послати су у град Ираклију где су даље мучени: десет девојака су бачене у огањ; осам су посечене мачем заједно са својим учитељем; неке су избодене мачем по устима и срцу; шест су искасапљене ножем; а остале су подлегле, пошто им растопљено железо сипано у уста.
Православна црква празнује светих 40 мученица и ђакона Амуна 1. (14.) септембра. 
Имена светаца су: Адамантини, Атина, Акриви, Антигона, Арибоја, Аспазија, Афродита, Диона, Додонија, Елпиниса , Еразмија, Ератоа, Херменија, Еутерпија, Талија, Теано, Теаноја, Теонимфија, Теофана, Калирои, Калиста, Клео, Клеоника, Клеопатра, Коралија, Лампроа, Маргарита, Маријанта, Мелпомена, Моско, Уранианија, Пандораљимника, Сафо, Терфихори, Троада, Хаидо и Хариклија.